# 中古でも恋がしたい!
『中古でも恋がしたい！』（ちゅうこでもこいがしたい）は、田尾典丈による日本のライトノベルおよびメディアミックス作品。イラストはReDropが担当。GA文庫（SBクリエイティブ）より2015年3月から2020年4月まで刊行された。同年12月にドラマCD化が行われた。
元々は著者である田尾が太田岳規名義で小説投稿サイト『小説家になろう』で連載していたものが書籍化されたという経緯を持つ。なお書籍化に伴い現在作品はサイトから削除されている。
コミカライズ版は三雲ジョージの作画により『現実の彼女はいりません！』（リアルのヒロインはいりません）のタイトルで、『ヤングガンガン』（スクウェア・エニックス）2016年24号から2019年9号まで連載された後、『マンガUP!』に移籍となり2019年5月8日から2023年11月22日まで連載された。

## あらすじ
新宮清一は県立三影高校二年生。18禁のエロゲー趣味のオタク高校生である。
小学校の頃の清一は文武両道の優等生で、明るい性格をしており、クラスの人気者だった。ところが仲のよかった同級生の女子に、突然ラブレターで遠方の地に呼び出された挙句にすっぽかされ、一晩家にも帰れず肺炎になり生死の境をさまよった。その後も同じ手口で別の女子に騙されたため、一時不登校になり、すっかり現実の女性＝三次元の女性に全く興味がもてなくなり、18禁のエロゲーに登場する二次元の女性にうつつを抜かし、処女信仰に走った。現在はというと、成績はよく問題は起こさないものの、親しい友人は少なく、女子にも人望がない気ままな学校生活を送っていた。また、一学年下の妹・新宮聖美からは面と向かって「童貞」と蔑まれ、険悪な兄妹関係を築いていた。
そんな清一が偶然にも学校一の不良少女・綾女古都子の危機を救う羽目になった。清一の数少ない友人の外崎啓太によると、古都子は教師からも恐れられている不良であるうえ、非処女と噂されているため「中古」のあだ名があるなど、悪評が学校内外に響き渡っている少女だった。清一はこれ以上、古都子と関わり合いにならないようにと願うものの、翌日から古都子に付きまとわれ、ついには告白されてしまう。だが「エロゲーヒロインの処女」しか恋愛対象にない清一はこれを拒絶。落ち込んだ古都子だったが、すぐに躍起、「お前の理想になってやる!」と言い放ち猛烈なアプローチを開始する。清一が18禁のエロゲーにはまっていることを知ると、清一に気に入られるために自らエロゲーを始め、ゲームのヒロインに近づくためにツインテールの髪型にしてファッションにも気を配り、エロゲーの展開を参考に毎日、弁当まで用意するようになる。
当初は迷惑がっていた清一だが、徐々に「古都子に対する周囲からの誤解」「古都子は実は正真正銘の処女であること」「古都子の持つ魅力」に気づいていき、その一途さと純粋さに心を動かされるようになる。古都子を知るなかで、悪い噂自体、古都子を陥れるために意図的に流されたデマだったことを知り、なんとか彼女を助けてやりたいという気持ちを抑えられなくなる。デマの片棒を担いでいたのは、男子の人気を一身に集めるアニメ声優でありクラスメイトの初芝優佳だった。彼女は古都子の幼馴染だったが、優佳の父親の会社の上司の息子でもある不良の尊郷に脅されていたのだ。清一は尊郷に拉致されて古都子と共にアジトに監禁されるが、頭脳プレーで尊郷のグループを一網打尽。警察送りにして、古都子と優佳の危機をも救う。古都子と優佳は仲直りし、外崎も加わって、校内に根づいた古都子の悪い噂を撲滅するために協力し合うことになる。

## 登場人物

### 三影高校生徒
新宮 清一（あらみや せいいち）
声 - 田丸篤志
本作の主人公。県立三影高校二年生。
強姦されかけていた古都子を目撃し、警察を呼んで彼女を助けたことをきっかけに、古都子から好意を寄せられて付きまとわれるようになる。
小学生のときはテストや運動会でも活躍を見せていた文武両道の優等生で、当時は女子から人気があったように窺えるが、当時好意を抱いていた天女と別の女子に騙された後は不登校になり、そのことがトラウマで「三次元お断り」という信念を固め、現在では18禁ゲームの女子しか恋愛対象としてみていない。
非常に強い処女信仰であり、18禁ゲームのヒロインといえども非処女とわかったときには、そのゲームをディスクごと叩き割った。非常にディープなオタクであるが、学校ではライトなオタクで通っているらしく、古都子がクラス内でエロゲーの話を振ってきたときにはTPOをわきまえるようにと強く促した。
容姿・性格・会話レベルは外崎いわく「普通」で、当初古都子のアプローチに恐れをなし、桐子に脅されたこともあって彼女と行動していたが、彼女が趣味を合わせてきたり、自分を含めた周囲からの彼女に対する誤解を知ったこともあり、徐々に彼女のことを好意的に見るようになり、優佳や外崎らとともに彼女の悪い噂の撲滅に奔走するようになる。それに伴い彼女のアプローチに心を動かされることも多くなってきているが、同時に彼女の魅力に自分がふさわしくないとも感じ始めている。
妹の聖美との兄妹仲は険悪そのもので、聖美を「クソ妹」と蔑んでおり、互いに忌み嫌っている。
綾女 古都子（あやめ ことこ）
声 - 内山夕実
本作のヒロイン。県立三影高校二年生。
清一に助けられたことがきっかけで彼に恋心を抱くようになり、告白するも「俺は二次元にしか興味がない」と跳ね除けられるが、諦める気などはさらさらなく、彼の理想に近づこうとアプローチを開始する。
学校一の不良と言われ、たびたび恐喝や援助交際をしているとも噂されているが、両親の離婚から本格的に不良となって学校などで喧嘩を繰り返すようになったという事実を除き、そのほぼすべてが誤解や見間違いである。またこれらの誤解から非処女であることを意味する「中古」とも陰で言われている（実際の由来は異なることが後に判明する）が、前述のように援助交際をしているなどといった事実はないため処女である（尊郷によって睡眠導入剤で眠らされたという過去から、古都子自身も自分が処女であるか自信がなかったものの、実際には何もされず寝ていただけと知った際には心の底から安堵した）。
つり目であるが美少女であり、清一へのアプローチ開始後は、外崎から聞きだした情報を基に清一の趣味に合わせるため金髪だった髪を黒に染め、ツインテールに変更している。清一と初めて出かけた際には白のワンピースと麦わら帽子を見事に着こなし彼の心を惹き、周囲からも視線を集めるほどであった。また、すらっとしたモデル体型とは裏腹に腕っ節はかなり強く、同年代の不良複数人を相手にしても圧倒している。
清一への思いは本物であり、彼の趣味に合わせて自分も18禁ゲームを始めるほどである（当初はまず敵を知ろうという試みで始めたものの実際彼女自身はゲーム自体にもどっぷりはまってしまっている）。彼の気持ちを第一に考えており、彼の発言や行為に毎回一喜一憂している。また、彼に危害を加えるものには激しい憤りを表し、そのことで暴力に出ようとした際には彼にとがめられている。前述のとおりすぐに手を出そうとする面はあるが、基本的には非常に思いやりがあり、聖美や天女と比べると礼儀正しい性格である。
幼馴染でもある優佳からは「コットン」の愛称で呼ばれている。
初芝 優佳（はつしば ゆうか）
声 - 西明日香
県立三影高校二年生。古都子や清一のクラスメイトであり、古都子の幼馴染でもある。
現役の声優でもあり、いくつかのアニメに出演している。当初は尊郷に脅され、清一と古都子の仲を引き裂くために清一に嘘の告白をして近づくが、尊郷の真意を知った後は二人に協力し、彼の逮捕後は中学時から疎遠となっていた古都子ともかつてのように親しい間柄となり、彼女の悪い噂の撲滅に協力するようになる。
童顔で可愛らしい容姿と持ち前の声から男子生徒の間での人気はかなり高く、クラスのアイドル的存在。その人気ぶりは、自身も知らない生徒から告白されるほど。身長は古都子や天女に比べると小さいが、スタイルはかなり良く巨乳。
尊郷の一件から清一には多大な恩と罪悪を感じており、事件解決後は、自身を救ってくれた彼にそれまでとは異なる本物の恋愛感情を抱くようになった。このことは古都子への負い目からしばらく表には出さずにいたが、聖美らの助言もあり、6巻にてついに彼に想いを告げる。以降は正々堂々と、清一を巡って古都子と恋のバトルを展開している。
天女については、清一に付きまとい、古都子にも危害を加えていたため当初は快く思っていなかった。しかし、彼女とかかわっていくにつれて彼女への見方が変わってきており、普通の友人関係と言えるまでになってきている。
諏訪間 天女（すわま いぶ）
声 - 大坪由佳
県立三影高校二年生。尊郷の事件の直後に清一たちのクラスに転入してきた女子生徒。
当初はガングロメイクに派手なアクセサリー類、ルーズソックスといったいわゆるコギャル風の奇抜な身なりであったが、清一の発言からガングロメイクはやめ、多少濃い目であるが常識的な範囲のメイクに収めている。
小学生時代に亜恋に騙され、「好きな人をラブレターで呼び出して放置する」「ラブレターを出した後で冷たく接する」などの行為をするよう仕向けられる。これにより当時からの想い人である清一を放置した末に冷淡に対応してしまい、彼に女性に対するトラウマを植え付けてしまった張本人である。
転入直後は古都子におびえずに接するような様子から、一部の女子たちからは人気を集め、クラス内ヒエラルキーでもトップに立つ。清一のことも昔通り好きであったが、自分が亜恋に騙されていたことや、彼がトラウマを抱えていたことを理解していなかったため、清一とどう接すればいいのかわからなくなってしまう。
精神的に追い詰められたことに加え、亜恋が西羽良を通して再び天女に嘘を吹き込んだため、清一との男女関係での既成事実を作ろうと、彼を体育倉庫に閉じ込めて逆レイプしようとするという暴挙に出るが、古都子に諭され改心する。この際、小学生のときに清一に対してした行動は彼に好意を持っていたから行なったことであり、彼女自身も当時のクラスメイトに騙されていた被害者であったことが判明。その後は二人とも和解。彼らとともに行動することが多くなる。
メイクは濃いが元の顔立ちはかなり整っており、また作中でも隋一のグラマラスな体をしている。一方で頭のほうはかなり悪く、そのことを他の女子生徒から利用され、結果的に清一を陥れることとなってしまった。しかし、清一への好意は小学校の頃から現在まで一貫したものであり、彼女なりに本気で彼に好意を表しているつもりであった。
改心後は、自身の勘違いも解けたことから転入直後のように過剰に清一に付きまとうようなことはなくなったが、それでも隙を見つけては彼にスキンシップを図ろうとしている。また、古都子や優佳との仲も改善されてきており、特に古都子に対しては、男子の間で「二人がレズなのでは」と噂されるまでにスキンシップをかけている。清一に対しては依然として熱い想いを抱いており、「聖美の真意を確認するため」と称して清一に昔の関係に戻ろうと呼びかけた。
外崎 啓太（とざき けいた）
声 - 逢坂良太
県立三影高校二年生。清一のクラスメイト。
自身も18禁ゲームをやっているため、清一がその手のディープな趣味を晒せる数少ない親友である。中肉中背で頬にそばかすがあり、清一曰く「どこにでもいる顔」。クラスの多数の男子たち同様、優佳のことが気になっている。
古都子や優佳と同じ小学校出身で、古都子の「中古」というあだ名も彼が呼び始めたものである。それを聞いた清一から脅されたことで（実際に本人が恐れていたのは古都子だが）、古都子の悪い噂の撲滅に協力することとなる。その後は比較的積極的に活動に協力しており、また古都子と清一の仲に関しても進展を望んでいる。
だが、優佳が清一に恋愛感情を抱いていると知ってからは、内心穏やかではない日々を送っている。
新宮 聖美（あらみや きよみ）
声 - 洲崎綾
県立三影高校一年生。清一の妹。
ギャル風の少女。兄である清一とは違い、活発で荒っぽい性格。清一に対する扱いは乱暴で、普段から「童貞」などの罵詈雑言を日常的に浴びせ、辛く当たっている。「同じ屋根の下にいるのも我慢できない」とまで公言しており、兄妹仲は険悪そのもので互いに忌み嫌っている。
一方で外面の良さもあって、古都子をはじめとする兄と仲の良い上級生の女子たちには懐いており、兄が彼女らと出かける際には同行することが多い。
だが実は、清一が成績優秀だった頃に常に比較されていたことへのコンプレックスや、その後の彼がエロゲーにしか興味を持たない無気力な人間になったことで挑戦する対象を失ってしまったことなど、兄への複雑な思いを抱いていた。
才谷 龍馬（さいたに りょうま）
声 - 本渡楓
県立三影高校一年生。
女性的な容貌をした美少年で、いわゆる男の娘。同学年の聖美と仲が良いが、しばしば無理やり女装をさせられている。
気が弱いため、学校でカツアゲに遭っていたところを古都子に助けられた過去を持つ。
八百谷 合梨（やおたに あいり）
声 - 瀬戸麻沙美
県立三影高校の生徒会長。
お嬢様然とした言葉遣いと立ち居振る舞いをしているが、レズビアンで百合ものオタクでもある。生徒会のメンバーも女子生徒ばかりを揃えている（約1名、男子と見紛うほど屈強な女子生徒もいるが）。古都子に想いを寄せ、付きまとっている。
過去に男に騙された経験があり、それがトラウマとなって男嫌いになった。当初は古都子をめぐって清一に敵対していたが、実はよく似た苦悩を抱える者同士なこともあり、徐々に和解していく。
羽那（はな）、飛鳥（あすか）
県立三影高校の生徒会役員。八百谷の付き人的存在。
副会長である羽那はおさげに眼鏡という落ち着いた身なりで、書記である飛鳥はボーイッシュな外見をしている。
特に飛鳥は並の男子を上回る腕力を誇り、会長である八百谷が力づくで目的を達成する際には前面に立つ。
西羽良（にしはら）
県立三影高校二年生。清一のクラスメイト。
ショートヘアに眼鏡のおとなしい女子生徒。亜恋にいいように利用される。
細絵（ほそえ）
県立三影高校二年生。清一のクラスメイト。
クラス委員長を務める真面目な女子生徒。
三賀本（みかもと）
県立三影高校二年生。清一のクラスメイト。
好青年風でややお調子者の男子生徒。学校行事の際には清一や外崎と行動を共にすることが多い。

### 教員
小谷 桐子（こたに きりこ）
声 - 田村睦心
県立三影高校教員。担当教科は物理。
清一の従姉で、彼の家に小さい頃からよく出入りしていることもあり仲は良い。最近、清一が古都子とよく一緒にいることを知り、それを利用して半ば脅すような形で彼に古都子の更生を依頼する。清一をこきつかったり、からかったりすることも多いが、彼のことは本当に大事に思っており、小学生時代に彼が騙されて行方不明になった際には誰よりも心配し、それ以降、彼に自腹で購入したGPS付きの端末を持たせているほどである。
自身も一時期不良だったこともあり、古都子のことは元から他の教師陣ほど嫌悪していなかったようで、むしろ彼女が不良だった頃のほうが絡みやすかったとも思っている。また、これらのサバサバした性格と親しみやすい風貌から、生徒からの人気は高い。
大原 園実（おおはら そのみ）
県立三影高校教員。清一のクラス担任。担当教科は英語。
少し頼りないが優しい性格の若い女性教師。不良だった頃の古都子には恐れながら接していたが、彼女が変わり始めてからは普通の担任と教え子と言える関係になってきている。
田所 真三郎（たどころ しんざぶろう）
県立三影高校教員。担当教科は数学。
強面で髪をオールバックにした男性教師。「雷神」と呼ばれるほどの厳しさと怖さを併せ持っている。痩身であるにもかかわらず凄まじい腕力の持ち主で、複数人の不良が相手でも簡単にねじ伏せてしまうほどである。
かつては真面目に授業を受けていなかった古都子に厳しく接していたが、実際には変わろうと努力している彼女のことを見守っている。古都子が不良たちに絡まれた際には、不良たちが故意に彼女に濡れ衣を着せるため行動していたことを即座に見抜き、古都子はその場で無罪放免にする一方で不良たちは停学処分にするなど、判断力にも優れている。かつての教え子たちが大切なもののために道を誤り悪人となってしまったことを悔やんでおり、清一が古都子を守り道を踏み外さないことを願っている。
幼い姪っ子がおり、彼女にだけはめっぽう弱い。
村上（むらかみ）
県立三影高校教員。担当教科は古文。
パンチパーマの男性教師で、慇懃無礼な態度と丁寧な言葉遣いが特徴。筋骨隆々な体格に加え、怒ると丁寧な口調から威圧的な口調へと変わるため「風神」と恐れられている。生徒への偏見は激しいが、生徒に不正行為を行えば自分が不利になる可能性を考慮して公平な判断を下すため、ある意味では公平な教師。
イメージチェンジした後の古都子に厳しく接しているが、田所と違い授業を真面目に受けてこなかった古都子への憂さ晴らしで頻繁に彼女を指名している。古都子に対しては自分で指定した以上の点数を取らねばクラス全員が補習という厳しい条件を出していたが、彼女が条件をクリアした際には激昂しつつも自身の敗北を認めた。
田中 徳子（たなか とくこ）
声 - 植田佳奈
古都子の姉。両親の離婚に伴い父についていったが、今でも古都子を溺愛している。
それまでの養護教諭に代わり県立三影高校へ赴任、保健室で生徒を相手にしている。桐子とは先輩と後輩の関係であり、現在でも慕っている。
性産業に対して異常なまでの偏見を抱いており、コンビニなどで成人向け雑誌を見かけると破り捨てるほど嫌悪している（品物を破損した徳子に代わって古都子が料金を払い謝罪する羽目に陥っている）。性産業に関する偏見については身内とて自分に意見することは許さず、基本的に「自分の発言が正しい」として他者からの諫言に耳を貸すことはない。
三影高校へ赴任後も生徒たちの持ち物チェックを行い、成人向け雑誌などを見つける度に焼却炉で処分するという過激な行動に出たため、男子生徒からは恐れられている。女子生徒にも当初こそ慕われていたが、性産業への偏見が公になって以降は敬遠されつつある。
清一に対しては古都子にエロゲーを教えた張本人として嫌っており、古都子が購入したエロゲーだけでなく清一が貸していたコレクションまで没収してしまい、清一の勘気に触れてしまう。他人の性嗜好への行き過ぎた干渉に抗議する清一に対し、「男性が性欲を我慢すれば解決」という持論を展開するが、結局は徳子自身がわがままで成人向け雑誌やエロゲーを見たくないので処分しているだけという図星を突かれてしまう。
本音を見抜かれた際には逆上し、教師と生徒という立場を利用して清一を指導しようとするが、徳子の行き過ぎた他人への干渉を懸念していた桐子によって逆にお説教をされてしまう。さすがに尊敬する先輩である桐子相手には持論も通じず、古都子と清一から没収していた数々のコレクションは返却されることとなった。
その後は不本意ながらも古都子と清一の関係を見守っており、両親の離婚などのトラウマを抱えた古都子を清一が本当に支え切れるのかを懸念しつつ、力を貸すようになっている。

### その他
時雨 亜恋（しぐれ あこ）
黒陵高校の女子生徒。小学生時代の清一のクラスメイト。天女を騙して清一を遠方の公園に呼び出して放置した張本人。
姫カットの清楚な容姿をしているが、性格は腹黒い。当時、誰よりも優れていた清一を陥れて笑い者にするため、不登校になるまで追い込んだ。清一と再会直後も全く反省しておらず、なぜ自分のほうが清一に謝罪しなければならないのか疑問に感じていた。
家が隣で幼馴染の響弥のことは彼氏扱いしており、彼がどれほど女性との関係が多彩であっても必ず自分のところへ来ると勝手に信じている。自分が一番であることを何よりも望み、響弥にも一番として扱うことを要求している。響弥の評価としては彼に付きまとうヤンデレであり、際限なく一番であることを望み続ける傲慢な女性。
中学生になってからも自分勝手に過ごしていたが、自分の言いなりにならない古都子に相手にすらされなかったことを逆恨みし、彼女に押された際に骨折したという嘘をでっちあげて古都子の悪評を流した。さらに響弥が尊郷を集団で暴行したが古都子に返り討ちにされたことで逆恨みが頂点に達したため、裏SNSを使って万単位の人間に彼女の悪評を流し続けていた。
コミケイベントで古都子と対決した際は粗探しで彼女の失格を狙うが、八百谷に論破され失敗する。三影高校との合同文化祭でも古都子に執着し、優佳や西羽良を脅迫して古都子を排除しようとするも再び失敗する。業を煮やしたことでミスコンに出場し、テープで作った偽物の傷を古都子によるものと発表することで彼女の悪評を流す作戦に打って出る。
この行為が清一の勘気に触れてしまい、全校放送を利用した清一の反撃により小学生時代に亜恋が清一にした悪行、中学生時代に亜恋が古都子に着せた濡れ衣、響弥が尊郷を集団で暴行したことなど全てを皆の前で暴露されてしまう。当時のサッカー部顧問をはじめとした証言まで清一がしっかり確保していたうえに誤魔化すことができず、裏SNSで得た万単位の信奉者にもミスコンのことを宣伝していたことが災いし、流していた悪評も嘘であると発覚し、影響力を失った。
その後も清一とは和解しておらず、古都子の過去を責める亜恋自身も過去を反省していないことを指摘され逆上するなど、関係は最悪のままとなっている。天女を介した会話により聖美と和解するための情報を得た際には依然としてお互いに嫌悪し合っていること、情報交換はあってもなれあいはしないことなどを確認し合っている。
風晴 響弥（かぜはる きょうや）
黒陵高校の男子生徒。小学生時代の清一のクラスメイト。亜恋を通して古都子の悪評を流していた真の黒幕的存在。
見た目は眉目秀麗なイケメンだが、小学生時代には何をやっても清一に勝てず、隣に住む亜恋や家族にも一番ではないことを咎められるという屈辱の日々を送っていた。これにより清一を逆恨みし、自分を彼氏扱いする亜恋を通して彼にトラウマを植え付けることに成功。清一が不登校になったことで、クラスで誰よりも優れた存在となった。
中学は清一と違ったものの、亜恋や家族が過大な期待を押し付け続けるため、次第に清一に対する以上の憎悪を募らせるようになる。表向きは優等生を演じていたが、裏では尊郷を集団で暴行するなど悪行を重ねていたため、古都子に成敗された際に、サッカー部の顧問をはじめとした教員たちには本性がばれてしまう。サッカー部も追放されてしまうが、クラスメイトたちには古都子によって歯を折られたため退部という嘘で乗り切り、悲劇の優等生として中学を卒業した。
清一と再会したときにはリア充を演じていたが、実際には自分の辛さを理解しようとしない周囲に疲れ切っており、清一への憎悪もかつてほどは抱いていなかった。古都子のことも恐れていても今さら復讐するほどの気概はなく、一人で勝手に憎悪に燃えている亜恋を通して運よく古都子の悪評が流せればよい程度の執着しかなかった模様。
亜恋の陰謀が全て失敗し、古都子の悪評が流せなくなった際は潔く手を引き、かつて自分よりも優れていた清一が予想通りに自分を待っていたことで、昔の清一に戻りつつあることを確信する。この際に彼を排除しても何も変わらなかった自分の人生への後悔と恨みを語り、自分と清一の違いは理解のある家族の優しさの有無や、そばにいた女性たちがまともかどうかの差であったという皮肉を告げて立ち去った。
尊郷 直純（そんごう なおすみ）
清一が古都子に関わるきっかけを作り出した張本人。
丸刈りで目つきの悪い不良。古都子にふられたことを逆恨みして、彼女に付きまとっていた。警察の捜査をもみ消すほどの影響力があると自称しており、不良の仲間を集めては非行を繰り返している。
中学時代から体格が良く声も大きく、素行も悪い問題児だったが、実は小心者。同じ中学で面識のなかった外崎にさえ虚言癖のある面倒な男として認識されていたが、響弥たち5人を相手に集団で暴行されていたときに古都子に助けられ、それをきっかけに彼女に好意をもつ。古都子を自分の女にしようとするも拒絶され、高校受験も失敗してしまう。父親の退職をちらつかせることで優佳を脅し、古都子を誹謗中傷する噂を流させた。
古都子が清一の趣味に合わせるためイメージチェンジをした後も彼女に付きまとい、ついに清一を監禁して古都子をおびき出す。この際に仲間たちを使って古都子の処女を奪おうとしたことで清一を激怒させてしまい、実は尊郷も不良でありながら清一と同じく非常にディープなオタクであることを見抜かれてしまう。
かつて睡眠導入剤を利用して古都子を眠らせたのは、臆病なため彼女の処女を奪う度胸がなかったこと、古都子を誹謗中傷していたのは孤独にすることで彼女を処女のままにしておきたかったという発想であったこと、仲間たちを使って古都子を襲わせようとしていたのは自身が童貞であるため性交の仕方がわからなかったためであることを、皆の前で暴露される。それまでしばしば「誰得」などのネットスラングを多用していたことも「オタバレ」の一因となった。
清一によってワルぶっているだけの小心者とばれた後は逆上し、古都子ではなく清一を襲うよう仲間に指示を出すが、清一の行動に勇気をもらった優佳が警察に通報したため現行犯逮捕された。その後は優佳の父を退職させる権力や、警察の捜査をもみ消す影響力などなかったことも暴露されてしまった。
尊郷の取り巻きたち
尊郷の招集に応じて古都子に暴行を加えようと試みるなど、倫理観に欠けた不良の若者たちの集まり。尊郷と同じく高校受験に失敗したかは全員不明。
荒事には手慣れた者が多く、尊郷に指示されて清一を拉致、監禁した。中には男性を性欲の対象にできる者までおり、清一の「処女」を奪おうとしたが失敗に終わる。
古都子の処女を奪うよう尊郷が命令した際に怒りが頂点に達した清一により、尊郷がディープなオタクで、かつ彼自身が童貞であると暴露されると、彼が自分たちを率いるリーダーとしてふさわしいか疑問を抱いたものの、反旗を翻すほどの気概はなかったらしく、それが故に尊郷の仲間として後に現行犯逮捕されてしまった。その後の動向は不明。
尊郷の父親
優佳の父親と懇意な知り合い。優佳の父親を退職させるほどの権力者として、たびたび名前のみ紹介されていた。
実際には非常に常識的な人物であり、優佳の父親を退職させるほどの権力はなく、そもそもそういった発想とは無縁であった。息子が繰り返していた悪事にも全く気付いておらず、 全てを知った後は清一たちに謝罪、息子に罪を償わせることを約束した。
優佳の父親
尊郷の父親と懇意な知り合い。かなりの資産家らしく、溺愛する優佳のため声優育成所への費用をはじめ数々の支援をしている。

## 既刊一覧

### 原作
- 田尾典丈、SBクリエイティブ〈GA文庫〉、全13巻
  1. 2015年3月31日初版第一刷発行（3月14日発売[9]）、ISBN 978-4-7973-8132-0
  2. 2015年6月31日初版第一刷発行（6月15日発売[10]）、ISBN 978-4-7973-8295-2
  3. 2015年9月30日初版第一刷発行（9月15日発売[11]）、ISBN 978-4-7973-8483-3
  4. 2015年12月31日初版第一刷発行（12月15日発売[12]）、ISBN 978-4-7973-8513-7
  5. 2016年3月31日初版第一刷発行（3月15日発売[13]）、ISBN 978-4-7973-8622-6
  6. 2016年6月30日初版第一刷発行（6月15日発売[14]）、ISBN 978-4-7973-8673-8
  7. 2016年9月30日初版第一刷発行（9月15日発売[15]）、ISBN 978-4-7973-8673-8
    - 小冊子付き限定版 同日発売[16]、ISBN 978-4-7973-8742-1

  8. 2016年12月31日初版第一刷発行（12月15日発売[17]）、ISBN 978-4-7973-8983-8
  9. 2017年3月31日初版第一刷発行（3月15日発売[18]）、ISBN 978-4-7973-8992-0
    - ドラマCD付き限定特装版 同日発売[19]、ISBN 978-4-7973-9008-7

  10. 2017年6月30日初版第一刷発行（6月15日発売[20]）、ISBN 978-4-7973-9155-8
  11. 2017年12月31日初版第一刷発行（12月15日発売[21]）、ISBN 978-4-7973-9419-1
  12. 2018年6月30日初版第一刷発行（6月15日発売[22]）、ISBN 978-4-7973-9683-6
  13. 2020年4月30日初版第一刷発行（4月14日発売[23]）、ISBN 978-4-8156-0014-3

### 漫画
- 田尾典丈（原作）・ReDrop（キャラクター原案）・三雲ジョージ（作画） 『現実の彼女はいりません！』 スクウェア・エニックス〈ヤングガンガンコミックス〉、全20巻
  1. 2017年6月13日発売[24]、ISBN 978-4-7575-5371-2
  2. 2017年12月13日発売[25]、ISBN 978-4-7575-5546-4
  3. 2018年6月13日発売[26]、ISBN 978-4-7575-5745-1
  4. 2018年8月25日発売[27]、ISBN 978-4-7575-5825-0
  5. 2019年2月25日発売[28]、ISBN 978-4-7575-6007-9
  6. 2019年7月25日発売[29]、ISBN 978-4-7575-6215-8
  7. 2020年1月23日発売[30]、ISBN 978-4-7575-6480-0
  8. 2020年4月11日発売[31]、ISBN 978-4-7575-6621-7
  9. 2020年11月25日発売[32]、ISBN 978-4-7575-6957-7
  10. 2021年2月25日発売[33]、ISBN 978-4-7575-7109-9
  11. 2021年5月25日発売[34]、ISBN 978-4-7575-7267-6
  12. 2021年8月25日発売[35]、ISBN 978-4-7575-7431-1
  13. 2021年12月25日発売[36]、ISBN 978-4-7575-7638-4
  14. 2022年2月25日発売[37]、ISBN 978-4-7575-7754-1
  15. 2022年9月24日発売[38]、ISBN 978-4-7575-8157-9
  16. 2022年12月23日発売[39]、ISBN 978-4-7575-8322-1
  17. 2023年3月25日発売[40]、ISBN 978-4-7575-8482-2
  18. 2023年6月23日発売[41]、ISBN 978-4-7575-8623-9
  19. 2023年9月25日発売[42]、ISBN 978-4-7575-8806-6
  20. 2023年12月25日発売[43]、ISBN 978-4-7575-8973-5

## ドラマCD
シーサイド・コミュニケーションズより発売。
1. 『中古でも恋がしたい！〜ぜってーお前の理想になってやる！〜』（2015年12月11日[44]）
2. 『中古でも恋がしたい！2〜せーいちはウチに惚れてるもんね？〜』（2016年4月13日[45]）
3. 『中古でも恋がしたい！3〜お前とふたりで、出掛けられたらなって......〜』（2016年9月14日[46]）